# Richard Ramirez
Richard Ramirez, ameriški serijski morilec mehiškega rodu, * 29. februar 1960, El Paso, Teksas, † 7. junij 2013.
Ramirez je med letoma 1984 in 1985 ubil 13 ljudi v Los Angelesu in njegovi okolici, več ženskih žrtev je tudi spolno zlorabil. Mediji so mu nadeli vzdevek »Night Stalker« (nočni zalezovalec). Po njegovi aretaciji je krožilo mnogo zgodb o njegovi domnevni vpletenosti v okultizem in satanizem.
Umrl je med čakanjem na usmrtitev v državnem zaporu San Quentin.